# Henrik Larsson (friidrottare)

För andra personer med samma namn, se Henrik Larsson (olika betydelser).  
Henrik Larsson, född 30 september 1999, är en svensk friidrottare (kortdistanslöpning) tävlande för IF Göta Karlstad.

## Karriär
Vid U23-EM i Gävle 2019 tog Larsson guld på 100 meter med tiden 10,23 sekunder i lite för stark medvind. Vid SM i friidrott 2020 vann han guld på 100 meter med tiden 10,37. Vid SM i friidrott 2021 vann Larsson sitt fjärde raka guld på 100 meter med tiden 10,43.
I februari 2022 vid inomhus-SM tog Larsson guld på 60 meter på tiden 6,60 sekunder, vilket var ett nytt mästerskapsrekord samt tangerat personbästa.
I januari 2023 satte Larsson nytt svenskt rekord på 60 meter med tiden 6,56.
I mars 2023 vid inomhus-EM tog han bronsmedalj och slog ännu en gång svenskt rekord på 60 meter med tiden 6,53.
Vid Paavo Nurmi Games i Åbo 13 juni 2023 slog han Peter Karlssons 27 år gamla rekord på 100 meter när han sprang på 10,17. En månad senare satte han nytt svenskt rekord med 10,13 under semifinalen på SM i friidrott i Söderhamn den 28 juli.
Vid Horst Mandl Memorial i Graz, 2024, sänkte han åter det svenska rekordet när han vann på 10,08.
Vid EM 2024 i Rom blev Larsson den första svensken på 50 år att nå final på 100 m och slutade på fjärde plats. 

## Personliga rekord
| Utomhus - 100 meter – 10,08 (Graz, Österrike 12 maj 2024) - 200 meter – 20,44 (Köpenhamn, Danmark 28 maj 2023) | Inomhus - 60 meter – 6,52 (Apeldoorn, Nederländerna 8 mars 2025) - 200 meter – 21,78 (Rud, Norge 7 februari 2016) |

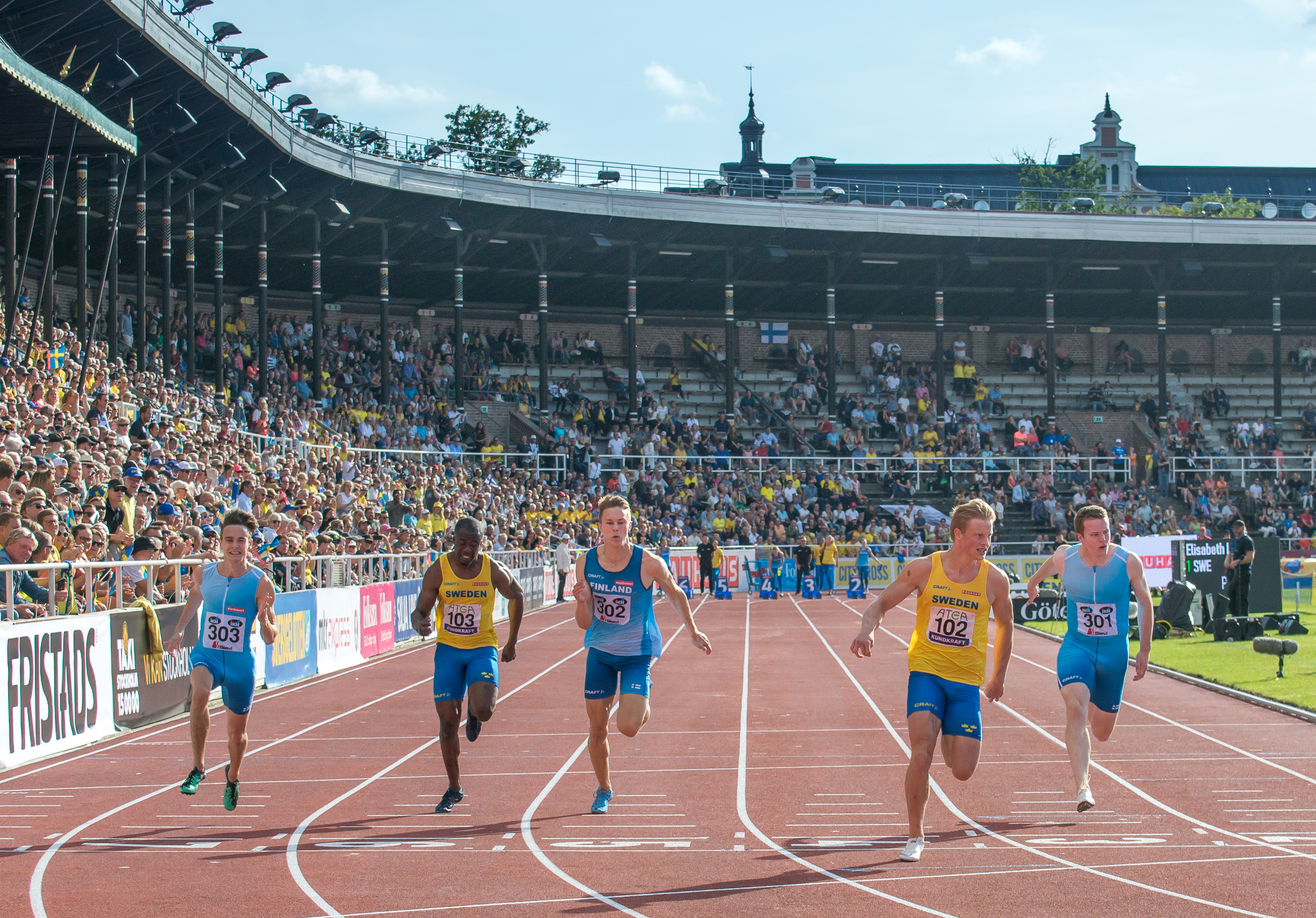
Henrik Larsson vinner 100 meter på tiden 10,24 under Finnkampen på Stockholms stadion den 24 augusti 2019.

### Fotnoter
1. 1 2  ”Personsida på Friidrottstatistik”. friidrottsstatistik.se. https://www.friidrottsstatistik.se/atswe.php?Gender=1&ID=180672. Läst 10 september 2021.
2. ↑  ”Result - 60m Men Final” (på engelska). european-athletics.com. Arkiverad från originalet den 3 mars 2023. https://web.archive.org/web/20230303185324/https://istanbul23results.european-athletics.com/en/results/athletics/result-60m-men-fnl-000100-.htm. Läst 4 mars 2023.
3. 1 2  ”European Athletics U23 Championships - Gävle 2019” (på engelska). european-athletics.org. https://european-athletics.com/historical-data/calendar-results/7133388. Läst 7 augusti 2021.
4. 1 2  ”Stora SM 2017”. http://www.trackandfield.se/resultat/2017/170825_27.htm. Läst 1 oktober 2017.
5. ↑  ”Stora SM 2018”. http://www.trackandfield.se/resultat/2018/180824.htm. Läst 5 september 2018.
6. 1 2  ”Friidrotts-SM 2019 Karlstad”. Arkiverad från originalet den 2 september 2019. https://web.archive.org/web/20190902083413/http://212.247.216.72/friidrott/sm19/result_t.php. Läst 17 september 2019.
7. 1 2  ”Friidrotts-SM 2020 Uppsala”. liveresults.se. https://liveresults.se/competition/friidrotts-sm-2020/event/m-100-m-10#2. Läst 14 augusti 2020.
8. 1 2  ”Friidrotts-SM, Borås 27-29.8.21”. friidrottsstatistik.se. https://www.friidrottsstatistik.se/resultsswe.php?CID=12994166&Season=2021. Läst 29 augusti 2021.
9. ↑  ”Resultat: Friidrotts-SM, Norrköping 5‐7.8.22”. friidrottsstatistik.se. https://www.friidrottsstatistik.se/resultsswe.php?CID=13019519&Season=2022. Läst 7 augusti 2022.
10. 1 2  ”Resultat: Friidrotts-SM, Söderhamn 28‐30.7.23”. friidrottsstatistik.se. https://www.friidrottsstatistik.se/resultsswe.php?CID=13045848&Season=2023. Läst 7 september 2023.
11. 1 2  ”Resultat: Friidrotts-SM, Uddevalla 28‐30.6.24”. friidrottsstatistik.se. https://www.friidrottsstatistik.se/resultsswe.php?CID=13077169&Season=2024. Läst 29 juni 2024.
12. 1 2  ”Resultat: Friidrotts-SM, Karlstad 31.7‐3.8.25”. friidrottsstatistik.se. https://www.friidrottsstatistik.se/resultsswe.php?CID=13110713&Season=2025. Läst 1 augusti 2025.
13. ↑  ”Inomhus-SM 2019”. liveresults.se. https://liveresults.se/competition/inomhus-sm-2019?tab=results. Läst 17 februari 2019.
14. ↑  ”Resultat: Inomhus-SM, Malmö/A 19‐21.2.21 Inne”. friidrottsstatistik.se. https://www.friidrottsstatistik.se/resultsswe.php?CID=12976657&Season=2021. Läst 23 juli 2021.
15. ↑  ”Resultat: ISM, Växjö 25‐27.2.22 Inne”. friidrottsstatistik.se. https://www.friidrottsstatistik.se/resultsswe.php?CID=13003615&Season=2022. Läst 27 mars 2022.
16. ↑  ”Resultat: ISM, Malmö/A 17‐19.2.23 Inne”. friidrottsstatistik.se. https://www.friidrottsstatistik.se/resultsswe.php?CID=13028716&Season=2023. Läst 20 februari 2023.
17. ↑  ”Resultat: ISM, Karlstad 16‐18.2.24 Inne”. friidrottsstatistik.se. https://www.friidrottsstatistik.se/resultsswe.php?CID=13055642&Season=2024. Läst 29 juni 2024.
18. ↑  ”Resultat: ISM, Växjö 21‐23.2.25 Inne”. friidrottsstatistik.se. https://www.friidrottsstatistik.se/resultsswe.php?CID=13089546&Season=2025. Läst 25 februari 2025.
19. 1 2 3 4 5  ”Personsida på Worldathletics webbplats” (på engelska). worldathletics.org. https://www.worldathletics.org/athletes/sweden/henrik-larsson-14678946. Läst 30 juli 2023.
20. ↑  Jonas Hedman (12 juli 2019). ”U23-EM: GULD FÖR HENRIK LARSSON”. friidrott.se. Arkiverad från originalet den 25 augusti 2019. https://web.archive.org/web/20190825134409/http://www.friidrott.se/nyheter.aspx?id=23542. Läst 25 augusti 2019.
21. ↑  ”Larssons fjärde raka: "Gick bara för vinsten"”. friidrott.se. 27 augusti 2021. Arkiverad från originalet den 29 augusti 2021. https://web.archive.org/web/20210829114944/https://www.friidrott.se/Nyheter/allmannanyheter/2021/Augusti/larssonsfjarderakagickbaraforvinsten. Läst 29 augusti 2021.
22. ↑  ”Lysande 60 m-tid av Henrik Larsson”. friidrottaren.com. 26 februari 2022. https://www.friidrottaren.com/lysande-60-m-tid-av-henrik-larsson/. Läst 28 mars 2022.
23. ↑  ”Svenskt rekord på 60 meter av Henrik Larsson - Friidrottsförbundet”. www.friidrott.se. https://www.friidrott.se/tavling-landslag/nyhetsarkiv-tavling-landslag/svenskt-rekord-pa-60-meter-av-henrik-larsson/. Läst 31 januari 2023.
24. ↑  ”Henrik Larsson tar EM-brons – och slår svenskt rekord”. Svt.se. https://www.svt.se/sport/friidrott/svenskt-superlopp-pa-em-hatten-av. Läst 4 mars 2023.
25. ↑  ”Svenskt rekord av Henrik Larsson på 100 meter”. SVT Sport. 13 juni 2023. https://www.svt.se/sport/friidrott/svenskt-rekord-av-henrik-larsson-pa-100-meter. Läst 14 juni 2023.
26. ↑  ”Nytt svenskt rekord på 100 meter av Henrik Larsson”. SVT Sport. 28 juli 2023. https://www.svt.se/sport/friidrott/nytt-svenskt-rekord-pa-100-meter-av-henrik-larsson. Läst 29 juli 2023.
27. ↑   https://www.friidrott.se/tavling-landslag/nyhetsarkiv-tavling-landslag/svenskt-rekord-av-henrik-larsson-i-sasongspremiaren-ovantat
28. ↑  ”Svensken fyra på 100 meter efter skandalsemifinalen”. Omni. 8 juni 2024. https://omni.se/svensken-fyra-pa-100-meter-efter-skandalsemifinalen/a/gw0R9k. Läst 9 juni 2024.